# Bailian Hu
Bailian Hu är en sjö i Kina. Den ligger i provinsen Jiangsu, i den östra delen av landet, omkring 220 kilometer sydost om provinshuvudstaden Nanjing. Bailian Hu ligger 1 meter över havet. Arean är 4,3 kvadratkilometer. Trakten runt Bailian Hu består till största delen av jordbruksmark. Den sträcker sig 2,5 kilometer i nord-sydlig riktning, och 3,2 kilometer i öst-västlig riktning.
Genomsnittlig årsnederbörd är 1 661 millimeter. Den regnigaste månaden är juni, med i genomsnitt 221 mm nederbörd, och den torraste är december, med 59 mm nederbörd.